# ملجأ الطوارئ

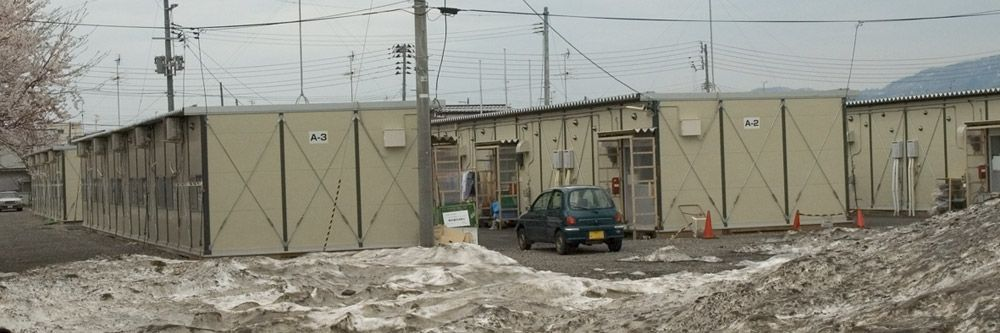
صورة لملجأ طوارئ

يعرف ملجأ الطوارئ بأنه مكان يعيش به الناس مؤقتًا حين لا يستطيعون العيش في محل إقامتهم السابق، وهو يشبه ملجأ المشردين. والفرق الرئيسي هو أن ملجأ الطوارئ عادة ما يكون متخصصًا للفارين من نوع معين من الحالات، مثل الكوارث الطبيعية أو التي من صنع الإنسان أو العنف الأسري أو ضحايا الاعتداء الجنسي. وهناك فرق بسيط آخر وهو أن المقيمين في ملجأ الطوارئ يظلون على الأرجح في الملجأ طوال اليوم، باستثناء أوقات العمل أو المدرسة أو القيام بالمهام، بينما في ملجأ المشردين يتوقع عادة من قاطنية أن يكونوا في مكان آخر أثناء النهار، ويعودون فقط إليه من أجل النوم أو الطعام. وتوفر أحيانا ملاجئ الطوارئ مجموعات للدعم و/أو تقديم وجبات الطعام.
وكثيرًا ما يتم تقديم ملاجئ الطوارئ بعد الكوارث عن طريق منظمات مثل جمعية الصليب والهلال الأحمر أو أقسام إدارة الطوارئ الحكومية، وذلك من أجل مواجهة الكوارث الطبيعية، مثل الفيضانات أو الزلازل. وهم يميلون إلى استخدام الخيام أو هياكل مؤقتة أخرى أو المباني المستخدمة عادة لغرض آخر، مثل الكنائس أو المدارس. وقد تستغرق مدة الإقامة في تلك المستوطنات مدة إعادة الإعمار بالكامل، ولذلك يجب النظر إليها كمستوطنات أكثر منها ملاجئ، حيث تحتاج إلى تخطيط فيما يتعلق بالمياه/الصرف الصحي وسبل العيش.
ثمة فئة جديدة من ملاجئ الطوارئ تسمى مركز التدفئة. وعادة ما تفتح هذه المراكز أبوابها أثناء الليالي الباردة أو الممطرة على وجه الخصوص. وهي متاحة للأشخاص الذين يرفضون دخول ملاجئ المشردين، أو الذين لا يسمح لهم باستخدام ملاجئ المشردين، أو الذين ليسوا بلا مأوى ولكن لديهم عدم كفاية أو خلل في أنظمة التدفئة في منازلهم.

## ملاجئ الطوارئ الشاملة
يوجد مثال واحد على ملاجئ الطوارئ الشاملة وهو ملجأ لويزيانا سوبردوم (Louisiana Superdome), والذي كان يستخدم كمأوى إعصار أثناء إعصار كاترينا.